# Tijek podataka
Tijek podataka, tok podataka ili podatkovna veza(eng. data stream) je pojam u telekomunikacijama i računalstvu kojim se označuje niz digitalno kodiranih koherentnih signala (paketa podataka ili podatkovnih paketa) kojim se prenosi ili prima informacije.
Često se tijek podataka vidi kao pandan nizu naredaba, jer von Neumannov stroj vodi niz naredaba (rečeni niz upravlja strojem), dok njegov pandan anti-stroj (eng. anti-machine) vodi podatkovni potok odnosno niz podataka.